# Granze
Granze (Grànse in veneto) è un comune italiano di 1 879 abitanti della provincia di Padova in Veneto.

## Storia
Il paese sorge in una zona agricola: il nome sembra ricondursi ai centri di raccolta dei prodotti agricoli delle proprietà monastiche.
Si ipotizza che la zona ai tempi dei romani fosse centuriata, poiché sono stati rinvenuti nei campi vari reperti dell'epoca, quali tombe, anfore, basamenti di murature di antiche domus. Per essi è stato costituito un apposito museo insieme alla vicina Solesino.
La municipalità nasce nel 1914 dalla separazione da Vescovana, comune limitrofo a Granze che si incontra procedendo verso il Polesine.

### Simboli
Lo stemma comunale e il gonfalone sono stati concessi con decreto del presidente della Repubblica del 6 aprile 1987.
Il gonfalone è un drappo trinciato d'azzurro e di bianco.

## Monumenti e luoghi d'interesse

### Architetture religiosi
La chiesa parrocchiale di Santa Cristina, completata nel 1582 ma più volte rimaneggiata, comprende un campanile e un pozzo in trachite del 1556.

### Architetture civili
Caratteristica dell'abitato è la Villa Ca' Conti (attualmente Rusconi-Camerini), il cui corpo centrale, splendidamente affrescato, risale al 1580, in stile palladiano e impreziosita dal romantico giardino all'italiana. La villa presenta inoltre un oratorio, tuttora attivo. La villa sorge sui resti di una stazione di controllo benedettina.
Di pregio è anche la Casa Prosdocimi, un tipico edificio rurale veneziano, con ampia barchessa porticata.

## Società

### Evoluzione demografica
Abitanti censiti

## Amministrazione
| Periodo | Periodo   | Primo cittadino     | Partito                            | Carica  | Note |
| ------- | --------- | ------------------- | ---------------------------------- | ------- | ---- |
| 1995    | 1999      | Leonardo Martinello | Lista Civica                       | Sindaco |      |
| 1999    | 2002      | Leonardo Martinello | Lista Civica                       | Sindaco |      |
| 2002    | 2007      | Teresa Targa        | Lista Civica (Centro)              | Sindaco |      |
| 2007    | 2012      | Teresa Targa        | Lista Civica (Centro)              | Sindaco |      |
| 2012    | 2017      | Bruno Bizzaro       | Lista Civica "Miglioriamo Insieme" | Sindaco |      |
| 2017    | 2022      | Damiano Fusaro      | Lista Civica "Miglioriamo Insieme" | Sindaco |      |
| 2022    | in carica | Damiano Fusaro      | Lista Civica "Miglioriamo Insieme" | Sindaco |      |